# 卡米萨诺
卡米萨诺（義大利語：Camisano），是意大利克雷莫纳省的一个市镇。总面积10平方公里，人口1332人，人口密度133.2人/平方公里（2009年）。国家统计（ISTAT）代码为019010。